# Leucophyllum minus
Leucophyllum minus är en flenörtsväxtart som beskrevs av Asa Gray. Leucophyllum minus ingår i släktet Leucophyllum och familjen flenörtsväxter. Inga underarter finns listade i Catalogue of Life.